# Olivier millénaire de Roquebrune-Cap-Martin
L'Olivier millénaire est un arbre remarquable français de Roquebrune-Cap-Martin (Alpes-Maritimes). Il est considéré comme le plus vieil arbre de France.

## Présentation

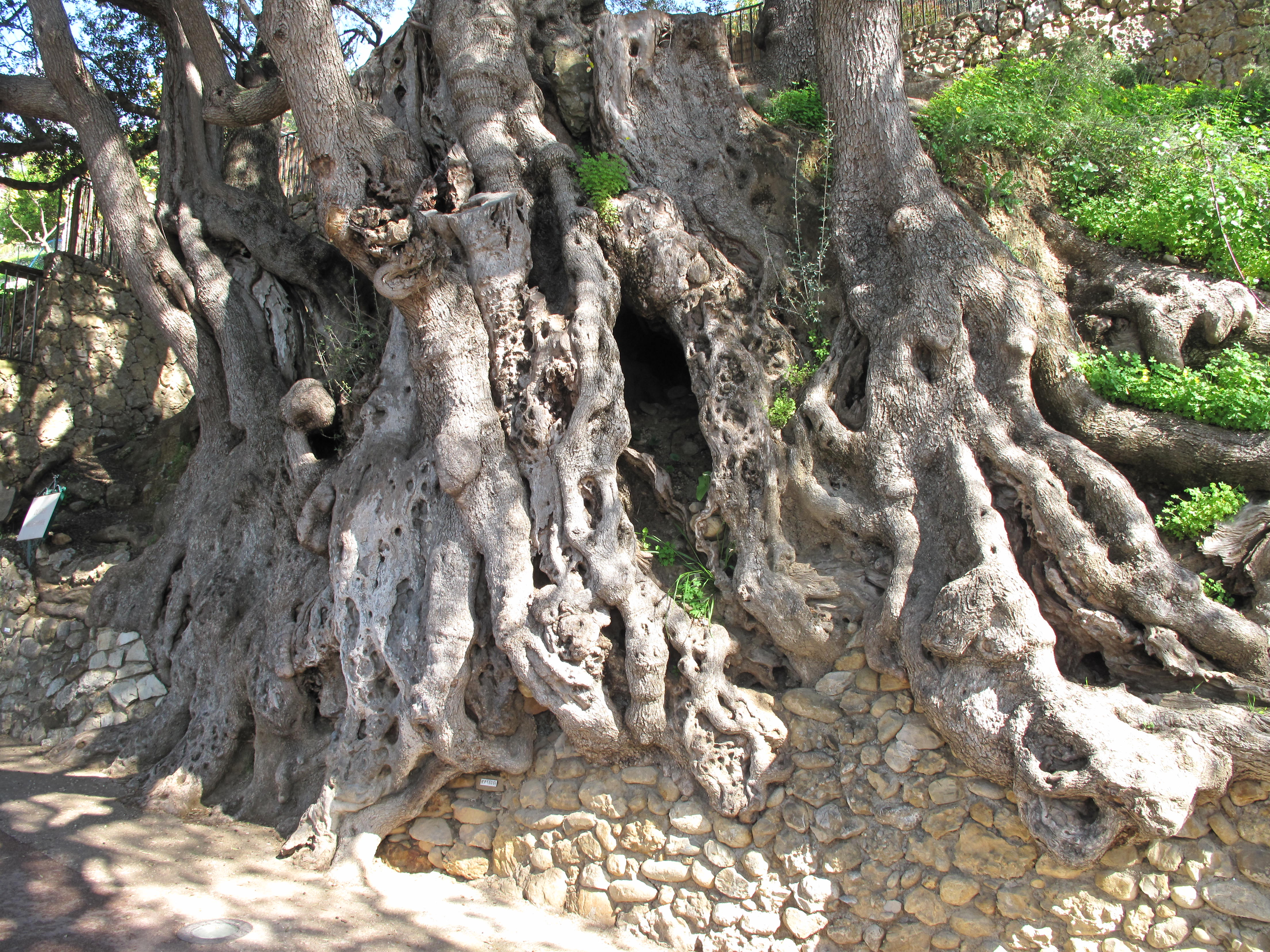
L'olivier millénaire sous un autre angle.

L'arbre se présente comme un ensemble de rejets de grande taille dont les racines absorbent peu à peu les cailloux du mur sur lequel il pousse. Il atteint une circonférence de 23,5 m et une hauteur de 15 m.
« Plusieurs chênes ou tilleuls, oliviers ou caroubiers de villages français sont réputés millénaires, en raison par exemple de documents attestant de leur date de plantation. On avance ainsi des âges de 2 000 ans pour l’olivier de Roquebrune-Cap-Martin (Alpes-Maritimes), de plus de mille ans pour le chêne d’Allouville-Bellefosse en Normandie… Mais, si l’on remonte à l’an mille, aucun document ne permet de garantir que l’arbre n’a pas été plusieurs fois replanté. Comme ces arbres sont le plus souvent creux, on ne pourra sans doute jamais connaître leur âge réel, même très approximativement. »

La dendrochronologie, qui permet d'évaluer l'âge de l'olivier en comptant les cernes de croissance du tronc, ne peut pas s'appliquer car ces anneaux sont souvent illisibles. Mais en se basant sur sa circonférence et d'autres arbres morts, vivant dans les mêmes conditions que les spécimens vivants, le professeur Robert Bourdu, spécialiste français des arbres remarquables, lui donne plus de 2 000 ans. Selon d'autres sources, il aurait de 2 500 à 2 800 ans. Par contre, il est exclu qu'il ait 4 000 ans car à cette époque, l'olivier n'avait pas encore atteint la Méditerranée occidentale. Sa longévité exceptionnelle lui vaut le titre de plus vieil arbre de France, titre disputé par l'olivier de Filitosa.

Au début du XXe siècle, l'historien et ministre Gabriel Hanotaux sauve l'arbre en rachetant le terrain à ses propriétaires qui voulaient le couper. Le 4 octobre 2016, l'olivier a été labellisé « Arbre remarquable de France ». Il produit encore de petites olives noires de la variété « pichoulina ».